# Federico Palacios
Federico Palacios Martínez (* 9. April 1995 in Hannover) ist ein deutsch-spanischer Fußballspieler, der bei der FSV Schöningen unter Vertrag steht.

## Familie
Palacios wurde als Sohn eines spanischen Vaters, der aus Valencia stammt, und einer deutschen Mutter in Hannover geboren. Dort wuchs er unter spanischen Migrantenfamilien auf. Palacios besitzt sowohl die deutsche als auch die spanische Staatsangehörigkeit.

## Karriere

### Vereine

#### Anfänge in Wolfsburg
Palacios spielte in der Saison 2010/11 und 2011/12 für die Mannschaft des VfL Wolfsburg in der B-Junioren-Bundesliga. 2012/13 gewann er mit der A-Jugend von Wolfsburg den deutschen Meistertitel. In der Hinrunde der Saison 2013/14 erzielte er in 14 Spielen 29 Tore, womit er – obwohl er den Verein verließ – wie im Vorjahr Torschützenkönig wurde. Insgesamt ist er damit mit 47 Toren in 43 Spielen Rekordtorschütze der A-Junioren-Bundesliga.

#### Zwischen Bundes- und Oberliga
Im Januar 2014 wechselte Palacios für 600.000 Euro zum Drittligisten RB Leipzig. Er unterschrieb einen Vertrag bis zum 30. Juni 2018. Gleich am ersten Spieltag nach der Winterpause kam er zu seinem ersten Profieinsatz. Der Trainer Alexander Zorniger wechselte ihn bei der 0:1-Heimniederlage gegen Wacker Burghausen in der 64. Minute ein. Insgesamt kam Palacios in der Rückrunde auf fünf Einsätze – allesamt Einwechslungen in der zweiten Halbzeit. Am Ende der Saison 2013/14 stieg er mit Leipzig in die 2. Bundesliga auf.
In der Hinrunde der Saison 2014/15 kam Palacios in der ersten Mannschaft lediglich auf zwei Zweitligaeinsätze, sowie auf einen Einsatz im DFB-Pokal. Zusätzlich kam er viermal in der zweiten Mannschaft (U23) in der fünftklassigen Oberliga Nordost zum Einsatz, in der er vier Tore erzielte.
Um Spielpraxis zu sammeln, wurde Palacios am 20. Januar 2015 bis zum Saisonende in die 3. Liga an den FC Rot-Weiß Erfurt ausgeliehen. Zum Saisonende wurde der Leihvertrag nicht verlängert, und Palacios kam zurück zu RB Leipzig. Seither stand Palacios im Kader der zweiten Mannschaft, die zur Saison 2015/16 in die viertklassige Regionalliga Nordost aufgestiegen war. In jener Saison erzielte er in 28 Regionalligaeinsätzen sechs Treffer. Auch in der Saison 2016/17 stand Palacios zunächst im Kader der zweiten Mannschaft. Nachdem er in 18 Einsätzen sieben Tore erzielt hatte, debütierte er unter Ralph Hasenhüttl am 4. Februar 2017 in der Bundesliga, als er bei der 0:1-Niederlage gegen Borussia Dortmund am 19. Spieltag in der 80. Spielminute für Dominik Kaiser eingewechselt wurde. Während er in der Folge noch auf einen weiteren Bundesligaeinsatz kam, wurde er mit 22 Treffern Torschützenkönig der Regionalliga Nordost. Nachdem die zweite Mannschaft nach dieser Spielzeit vom Spielbetrieb abgemeldet worden war, rückte Palacios zur Saison 2017/18 wieder fest in den Kader der ersten Mannschaft auf, kam in der Hinrunde jedoch nicht zum Einsatz.
Während seiner Zeit in Leipzig und Erfurt kam Palacios in der Bundesliga, 2. Bundesliga, 3. Liga, Regionalliga und Oberliga zum Einsatz.

#### 1. FC Nürnberg
Am 8. Januar 2018 wechselte Palacios in die 2. Bundesliga zum 1. FC Nürnberg, mit dem er Vizemeister der 2. Bundesliga 2018 wurde und somit in die Bundesliga aufstieg. Dort erzielte er beim 3:0-Heimsieg gegen Fortuna Düsseldorf am 29. September 2018 (6. Spieltag) seinen ersten Treffer in der Bundesliga.

#### Über Regensburg nach Duisburg
Nach dem Wiederabstieg Nürnbergs kam Palacios nur noch einmal in der 2. Liga zum Einsatz und wurde schließlich zum Ende der Sommertransferphase Anfang September 2019 an den Ligakonkurrenten SSV Jahn Regensburg verkauft, bei dem der Offensivspieler einen Dreijahresvertrag erhielt. Nach zehn Pflichtspieleinsätzen in anderthalb Jahren, davon nur einer in der Hinrunde der Saison 2020/21, wurde er im Januar 2021 für die restliche Spielzeit an den Drittligisten MSV Duisburg verliehen. Der MSV hatte nach den verletzungsbedingten Ausfällen von Vincent Vermeij, Orhan Ademi und Cem Sabanci Personalnot in der Offensive.

#### FC Viktoria Köln
Nach Ablauf der Leihe an den MSV Duisburg kehrte Palacios nicht nach Regensburg zurück, sondern wechselte zur Saison 2021/22 nach Köln zum FC Viktoria.

### Nationalmannschaft
Palacios spielte in diversen deutschen Nachwuchsteams. Im Mai 2014 wurde er von Marcus Sorg in den erweiterten Kader für die U19-Europameisterschaft berufen, sagte eine Teilnahme aber aus persönlichen Gründen ab. Palacios entschied sich, künftig für Spanien aufzulaufen. Sein letztes Spiel für die deutsche U19 bestritt er am 16. April 2014.

## Titel und Erfolge
VfL Wolfsburg
- Deutscher A-Junioren-Meister: 2013

RB Leipzig
- Aufstieg in die 2. Bundesliga: 2014

1. FC Nürnberg
- Aufstieg in die Bundesliga: 2018

FC Viktoria Köln
- Mittelrheinpokal-Sieger: 2022, 2023

Persönliche Auszeichnungen
- Torschützenkönig der A-Junioren-Bundesliga (Staffel Nord/Nordost): 2013, 2014
- Torschützenkönig der Regionalliga (Staffel Nordost): 2017